# James McEachin

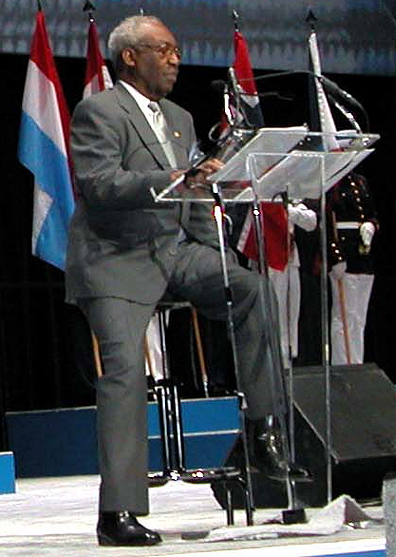
James McEachin (2003)

James McEachin (* 20. Mai 1930 in Rennert, North Carolina; † 11. Januar 2025 in Los Angeles, Kalifornien) war ein US-amerikanischer Schriftsteller und Schauspieler.

## Leben
James McEachin wurde 1930 in Rennert im US-Bundesstaat North Carolina geboren.
McEachin diente vor und während des Koreakrieges in der US-Armee. Er geriet mit der King Company, 9. Infanterieregiment (USA), 2. Infanteriedivision, in einem Hinterhalt und überlebte als einer von zwei Soldaten den Überfall. 2005 erhielt er sowohl das Purple Heart als auch den Silver Star vom kalifornischen Kongressabgeordneten David Dreier, nachdem McEachin an einem Interview des Veterans History Project für Dreiers Büro teilgenommen hatte und Dreiers Mitarbeiter, Carlos Cortez, herausfand, dass McEachin keine Kopien seiner eigenen Militärunterlagen besaß. Dreiers Mitarbeiter suchten rasch nach den Unterlagen und benachrichtigten McEachin über die Auszeichnung mit dem Silver Star. Kurz darauf, 50 Jahre nach seinem Dienst, verliehen sie ihm alle seine sieben Tapferkeitsmedaillen.
Nach seiner Militärkarriere versuchte sich McEachin im öffentlichen Dienst, zunächst als Feuerwehrmann und dann als Polizist in Hackensack, New Jersey, bevor er nach Kalifornien zog und Plattenproduzent wurde. In der Branche als Jimmy Mack bekannt, arbeitete er mit jungen Künstlern wie Otis Redding und produzierte später The Furys. Kurz darauf begann er seine Schauspielkarriere und wurde in den 1960er Jahren von Universal als Vertragsschauspieler unter Vertrag genommen.
1966 hatte McEachin bei dem Film The Black Klansman erstmals eine Rolle inne. 1967 stand er in der Fernsehserie Wildwest in Afrika erstmals für das Fernsehen vor der Kamera. 1968 bis 1970 erhielt er seine erste wiederkehrende Rolle in der Fernsehserie Ihr Auftritt, Al Mundy.
In den 1990er Jahren zog er sich teilweise von der Schauspielerei zurück, um eine Karriere als Schriftsteller zu verfolgen. Sein erstes Werk war eine Militärgeschichte des Kriegsgerichtsverfahrens gegen 63 schwarze amerikanische Soldaten während des Ersten Weltkriegs mit dem Titel Farewell to the Mockingbirds (1995), die 1998 mit dem Benjamin Franklin Award ausgezeichnet wurde. Zu seinen nächsten Werken, hauptsächlich Romanen, gehörten The Heroin Factor (1999), Say Goodnight to the Boys in Blue (2000), The Great Canis Lupus (2001) und Tell Me a Tale: A Novel of the Old South (2003). 2003 veröffentlichte er Pebbles in the Roadway, eine Sammlung von Kurzgeschichten und Essays, die er als „eine philosophische Sicht auf Amerika und die Amerikaner“ beschreibt. 2005 produzierte McEachin das preisgekrönte Hörbuch Voices: A Tribute to the American Veteran.
Im Jahr 2001 erhielt McEachin den Distinguished Achievement Award der Morgan State University. Im Jahr 2005 wurde er Botschafter der Army Reserve.  Im Rahmen seiner Arbeit für das Militär und Veteranen hat McEachin an Zeremonien für Purple Hearts Reunited teilgenommen, eine Wohltätigkeitsorganisation, die sich dafür einsetzt, verlorene und gestohlene militärische Auszeichnungen an die Empfänger oder ihre Familien zurückzugeben.
McEachin heiratete 1960 Lois Emma Davis. Sie hatten drei Kinder. Seine Frau starb 2017 in Encino, Kalifornien.
McEachin starb im Januar 2025 in Los Angeles; sein Tod wurde erst vier Monate später, im Mai 2025 der Öffentlichkeit mitgeteilt.

## Filmografie
- 1966: The Black Klansman
- 1967: Wildwest in Afrika (Cowboy in Africa, Fernsehserie, Folge 1x06)
- 1968: Als das Licht ausging (Where Were You When the Lights Went Out?)
- 1968: Große Lüge Lylah Clare (The Legend of Lylah Clare)
- 1968: Coogans großer Bluff (Coogan’s Bluff)
- 1968: ... aber das Blut ist immer rot (If He Hollers, Let Him Go!)
- 1968: Mannix (Fernsehserie, Folge 2x03 Gefahr für Kelly Green)
- 1968: The Good Guys (Fernsehserie, Folge 1x10)
- 1968: Hawaii Fünf-Null (Hawaii Five-O, Fernsehserie, Folge 1x09 Nach 15 Jahren)
- 1968: Black Power (Up Tight!)
- 1968–1970: Ihr Auftritt, Al Mundy (It Takes a Thief, Fernsehserie, 4 Folgen)
- 1968–1970: The Name of the Game (Fernsehserie, 4 Folgen)
- 1968–1972: Adam-12 (Fernsehserie, 6 Folgen)
- 1969: Der Außenseiter (The Outsider, Fernsehserie, Folge 1x16)
- 1969: Verrückter wilder Westen (The Wild Wild West, Fernsehserie, Folge 4x16)
- 1969: The Bold Ones: The Protectors (Fernsehserie, Folge 1x00)
- 1969: Der Marshal (True Grit)
- 1969: Die Unbesiegten (The Undefeated)
- 1969: Then Came Bronson (Fernsehserie, Folge 1x12)
- 1969: Hello, Dolly!
- 1969–1970: Polizeibericht (Dragnet 1967, Fernsehserie, 4 Folgen)
- 1969–1971: Der Chef (Ironside, Fernsehserie, 4 Folgen)
- 1970: Der Strafverteidiger (The Lawyer)
- 1970: The Brotherhood of the Bell (Fernsehfilm)
- 1970: The Bold Ones: The Senator (Fernsehserie, Folge 1x03)
- 1970: FBI (The F.B.I., Fernsehserie, Folge 6x08)
- 1970: Das Wort hat die Verteidigung (Storefront Lawyers, Fernsehserie, Folge 1x11)
- 1971: D.A.: Conspiracy to Kill (Fernsehfilm)
- 1971: The Neon Ceiling (Fernsehfilm)
- 1971: O'Hara, U.S. Treasury (O'Hara United States Treasury, Fernsehserie, Folge 1x00)
- 1971: Sadistico (Play Misty for Me)
- 1971: Mord in San Francisco (Crosscurrent, Fernsehfilm)
- 1971: Der Ankläger (The D.A., Fernsehserie, Folge 1x10)
- 1971: Ein Sheriff in New York (McCloud, Fernsehserie, Folge 2x04)
- 1971–1975: Nachdenkliche Geschichten (Insight, Fernsehserie, 4 Folgen)
- 1972: The Sixth Sense (Fernsehserie, Folge 1x03)
- 1972: Willkommen daheim, Johnny Bristol (Welcome Home, Johnny Bristol, Fernsehfilm)
- 1972: Der Weg der Verdammten (Buck and the Preacher)
- 1972: Der Agent, der seinen Leichnam sah (The Groundstar Conspiracy)
- 1972: Auf leisen Sohlen kommt der Tod (Fuzz)
- 1972: Short Walk to Daylight (Fernsehfilm)
- 1972: Damals im Sommer (That Certain Summer, Fernsehfilm)
- 1972: Jigsaw (Fernsehserie, Folge 1x03)
- 1972: The Judge and Jake Wyler (Fernsehfilm)
- 1972, 1977: All in the Family (Fernsehserie, 2 Folgen)
- 1972, 1978: Columbo:
  - 1972: Etüde in Schwarz
  - 1978: Mord in eigener Regie
- 1973: Escape (Fernsehserie, Folge 1x04)
- 1973: Im letzten Moment (The Alpha Caper, Fernsehfilm)
- 1973–1974: Tenafly (Fernsehserie, 5 Folgen)
- 1973–1977: Notruf California (Emergency!, Fernsehserie, 4 Folgen)
- 1974: Griff (Fernsehserie, Folge 1x12)
- 1974: Trauschein in den Tod (Christina)
- 1974: Chase (Fernsehserie, Folge 1x21)
- 1974: Petrocelli (Fernsehserie, Folge 1x03)
- 1974: Detektiv Rockford – Anruf genügt (The Rockford Files, Fernsehserie, Folge 1x06 Wer ist Mark Chalmers? – Teil 1)
- 1974–1975: Harry O (Fernsehserie, 2 Folgen)
- 1974, 1977: Der Sechs-Millionen-Dollar-Mann (The Six Million Dollar Man, Fernsehserie, 2 Folgen)
- 1975: Die Toten sterben nicht (The Dead Don’t Die, Fernsehfilm)
- 1975: McMillan & Wife (Fernsehserie, Folge 4x05)
- 1975: Der Unsichtbare (The Invisible Man, Fernsehserie, Folge 1x06)
- 1975–1976: Police Story (Fernsehserie, 2 Folgen)
- 1976: Die Sieben-Millionen-Dollar-Frau (The Bionic Woman, Fernsehserie, Folge 2x10 Die Polizeiakademie)
- 1977: Kingston: Confidential (Fernsehserie, Folge 1x03)
- 1977: The Feather and Father Gang (Fernsehserie, Folge 1x12)
- 1977: Westside Hospital (Westside Medical, Fernsehserie, Folge 1x06)
- 1978: Der Querkopf (Grandpa Goes to Washington, Fernsehserie, Folge 1x01)
- 1978: Der schwarze Sheriff (Lawman Without a Gun, Fernsehfilm)
- 1978: The Eddie Capra Mysteries (Fernsehserie, Folge 1x09)
- 1978: Der Mann aus San Fernando (Every Which Way but Loose)
- 1979: Quincy (Quincy, M.E., Fernsehserie, Folge 4x11)
- 1979: Lee Tashido – Der Samurai (Samurai, Fernsehfilm)
- 1979: Buck Rogers (Buck Rogers in the 25th Century, Fernsehserie, Folge 1x05)
- 1979: Sheriff Lobo (The Misadventures of Sheriff Lobo, Fernsehserie, Folge 1x08)
- 1980: The White Shadow (Fernsehserie, Folge 2x19)
- 1980: Highway Chaos (Gridlock, Fernsehfilm)
- 1981: McClain’s Law (Fernsehserie, Folge 1x05)
- 1982: Honeyboy (Fernsehfilm)
- 1982–1986: Polizeirevier Hill Street (Hill Street Blues, Fernsehserie, 3 Folgen)
- 1983: T. J. Hooker (Fernsehserie, Folge 2x14)
- 1983: Allison Sidney Harrison (Fernsehfilm)
- 1983: Dirty Harry kommt zurück (Sudden Impact)
- 1984: Chefarzt Dr. Westphall (St. Elsewhere, Fernsehserie, Folge 2x11 Der Blizzard)
- 1984: 2010: Das Jahr, in dem wir Kontakt aufnehmen (2010: The Year We Make Contact)
- 1985: Das total ausgeflippte Sommercamp (Poison Ivy, Fernsehfilm)
- 1985: Mord ist ihr Hobby (Murder, She Wrote, Fernsehserie, Folge 1x16 Ein plötzlicher Tod)
- 1986: Die Fälle des Harry Fox (Crazy like a Fox, Fernsehserie, Folge 2x11)
- 1986: Trapper John, M.D. (Fernsehserie, Folge 7x13)
- 1986: Perry Mason: Bezahlte Killer (Perry Mason: The Case of the Notorious Nun, Fernsehfilm)
- 1986–1995: Matlock (Fernsehserie, 8 Folgen)
- 1987: Perry Mason: Ein gewissenloser Lump (Perry Mason: The Case of the Scandalous Scoundrel, Fernsehfilm)
- 1988: Hunter (Fernsehserie, Folge 4x12)
- 1988: Perry Mason und die Fehlurteile (Perry Mason: The Case of the Avenging Ace, Fernsehfilm)
- 1989: Perry Mason: Bretter, die die Welt bedeuten (Perry Mason: The Case of the Musical Murder, Fernsehfilm)
- 1989: Perry Mason: Geld – Sport – Mord (Perry Mason: The Case of the All-Star Assassin, Fernsehfilm)
- 1989: Another Time, Another Place
- 1990: Perry Mason und der vergiftete Cocktail (Perry Mason: The Case of the Poisoned Pen, Fernsehfilm)
- 1990: Max Monroe – Wehe, er wird losgelassen (Max Monroe: Loose Cannon, Fernsehserie, Folge 1x06)
- 1990: Ein gesegnetes Team (Father Dowling Mysteries, Fernsehserie, Folge 2x08)
- 1990: Snoops (Fernsehserie, Folge 1x13)
- 1990: Elvis – King of Rock'n'Roll (Elvis, Fernsehserie, Folge 1x06)
- 1990: Perry Mason und der Tod eines Idols (Perry Mason: The Case of the Silenced Singer, Fernsehfilm)
- 1990: Guess Who's Coming for Christmas? (Fernsehfilm)
- 1991: Perry Mason und die skrupellose Sensationsreporterin (Perry Mason: The Case of the Ruthless Reporter, Fernsehfilm)
- 1991: Perry Mason und der gläserne Sarg (Perry Mason: The Case of the Glass Coffin, Fernsehfilm)
- 1992: Jake und McCabe – Durch dick und dünn (Jake and the Fatman, Fernsehserie, 2 Folgen)
- 1992: Perry Mason und die Kunst des Malens (Perry Mason: The Case of the Fatal Framing, Fernsehfilm)
- 1992: I'll Fly Away (Fernsehserie, 2 Folgen)
- 1992: Perry Mason und der schamlose Romeo (Perry Mason: The Case of the Reckless Romeo, Fernsehfilm)
- 1992: Perry Mason und die tödliche Hochzeit (Perry Mason: The Case of the Heartbroken Bride, Fernsehfilm)
- 1993: Perry Mason: Die Formel ewiger Schönheit (Perry Mason: The Case of the Skin-Deep Scandal, Fernsehfilm)
- 1993: Der Racheschwur (Sworn to Vengeance, Fernsehfilm)
- 1993: Perry Mason und der Tote am Telefon (Perry Mason: The Case of the Telltale Talk Show Host, Fernsehfilm)
- 1993: Perry Mason und der Kuß des Todes (Perry Mason: The Case of the Killer Kiss, Fernsehfilm)
- 1993: A Perry Mason Mystery: The Case of the Wicked Wives (Fernsehfilm)
- 1994: Diagnose: Mord (Diagnosis: Murder, Fernsehserie, Folge 1x14 Das falsche Geständnis)
- 1994: Double Exposure – Blutige Enthüllung (Double Exposure)
- 1994: Perry Mason – McKenzie und der erpresserische Moderator (A Perry Mason Mystery: The Case of the Lethal Lifestyle, Fernsehfilm)
- 1995: A Perry Mason Mystery: The Case of the Jealous Jokester (Fernsehfilm)
- 2000: City of Angels (Fernsehserie, 3 Folgen)
- 2002: First Monday (Fernsehserie, 13 Folgen)